# Incisure fibulaire du tibia
L'incisure fibulaire du tibia (ou échancrure péronière du tibia) est une large gouttière située sur la face latérale de l'épiphyse distale du tibia.

## Description
L'incisure fibulaire du tibia est limitée par les deux branches de bifurcation du bord latéral du tibia.
Sa partie supérieure est rugueuse et donne insertion à la membrane interosseuse de la jambe.
Sa partie inférieure est lisse et présente la surface articulaire tibiale de l'articulation tibio-fibulaire distale qui répond à la facette articulaire de la malléole latérale.